# Jari Mantila
Jari Sakari Mantila (Kotka, 14 luglio 1971) è un ex combinatista nordico finlandese, vincitore di varie medaglie olimpiche e iridate.

## Biografia
In Coppa del Mondo esordì il 28 febbraio 1992 a Lahti (12°) e ottenne la prima vittoria, nonché primo podio, il 19 dicembre 1995 in Val di Fiemme.
In carriera prese parte a quattro edizioni dei Giochi olimpici invernali, Albertville 1992 (non conclude l'individuale, 7° nella gara a squadre), Lillehammer 1994 (14° nell'individuale, 8° nella gara a squadre), Nagano 1998 (27° nell'individuale, 2° nella gara a squadre) e Salt Lake City 2002 (1° nella gara a squadre), e a cinque dei Campionati mondiali, vincendo quattro medaglie.

## Palmarès

### Olimpiadi
- 2 medaglie:
  - 1 oro (gara a squadre a Salt Lake City 2002)
  - 1 argento (gara a squadre a Nagano 1998)

### Mondiali
- 4 medaglie:
  - 1 oro (gara a squadre a Ramsau am Dachstein 1999)
  - 2 argenti (individuale a Thunder Bay 1995; gara a squadre a Trondheim 1997)
  - 1 bronzo (gara a squadre a Lahti 2001)

### Coppa del Mondo
- Miglior piazzamento in classifica generale: 2º nel 1997
- 9 podi (tutti individuali):
  - 2 vittorie
  - 2 secondi posti
  - 5 terzi posti

#### Coppa del Mondo - vittorie
| Data             | Località      | Nazione   | Trampolino            | Spec.       |
| ---------------- | ------------- | --------- | --------------------- | ----------- |
| 19 dicembre 1995 | Val di Fiemme | Italia    | Giuseppe Dal Ben K120 | IN LH/15 km |
| 22 novembre 1996 | Rovaniemi     | Finlandia | Ounasvaara K90        | IN NH/15 km |

Legenda:

IN = individuale Gundersen

NH = trampolino normale

LH = trampolino lungo